# 石人沟乡
石人沟乡，是中华人民共和国河北省承德市丰宁满族自治县下辖的一个乡镇级行政单位。

## 行政区划
石人沟乡下辖以下地区：
石人沟村、宽沟村、汤道沟村、头道沟村、北沟村、木匠营村、亢家沟村、官木山村、山弯村、东两间房村、槽碾沟村、东山神庙村、高营村和凌营村。